# NGC 2907
NGC 2907 је спирална галаксија у сазвежђу Хидра која се налази на NGC листи објеката дубоког неба.
Деклинација објекта је - 16° 44' 1" а ректасцензија 9h 31m 36,6s. Привидна величина (магнитуда) објекта NGC 2907 износи 11,8 а фотографска магнитуда 12,7. Налази се на удаљености од 28,2000 милиона парсека од Сунца. NGC 2907 је још познат и под ознакама MCG -3-25-2, IRAS 09292-1630, PGC 27048.